# 赤えい (妖怪)

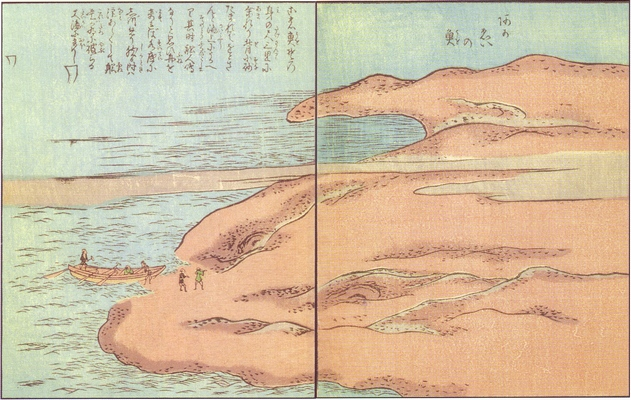
竹原春泉斎画『絵本百物語』のうち、三巻の六丁 「赤ゑいの魚」。それと知らず赤ゑいの魚の背に舟を漕ぎ着け、上陸する船乗りたち。

赤えい（あかえい）は、江戸時代後期の奇談集『絵本百物語』（天保12年（1841年）刊）に見える巨大魚。原典には「赤ゑいの魚（あかえいのうお）」の名で記載されている。

## 概要
安房国（現在の千葉県南端）の野島崎から出航した舟が、大風で遭難して海を漂っていたところ、島が近くに見えてきた。これで助かったと安堵した船乗りたちは舟を寄せ、上陸した。ところが、どこを探しても人がおらず、それどころか見渡せば、岩の上には見慣れない草木が茂り、その梢には藻がかかっている。あちこちの岩の隙間には魚が棲んでいる。2、3里（およそ10キロメートル前後）歩いたが人も家も一向に見つけることができず、せめて水たまりで渇きを癒そうとしたものの、どの水たまりも海水で飲めはしなかった。結局、助けを求めるのは諦めて船へ戻り、島を離れたところ、今までそこにあった島は海へ沈んでしまったという。実はこれが、海面へ浮上した赤えいであったとのことである。
『絵本百物語』の挿絵中の解説文には、以下のようにある。
現代語訳は以下の通り。
この魚は体長3里（約12キロメートル）を上回る。背に砂が溜まれば、砂を払い落とそうと時おり海上に現れる。人がもしこれを島と見誤って船を近づけようものなら、船は水底に沈められ荒波によって壊されてしまい、乗員も船もろとも渦に呑み込まれてしまう。この怪異は大海に多い。
また、国書刊行会『竹原春泉 絵本百物語 -桃山人夜話-』にて類話とされているものに説話「赤えいの京」があり、その梗概は以下の通りである。
何隻かの漁船が大きな島に上陸したが、あくる日にその半分ほどの船が海へ流されていたので漁師たちは残りの船で島を脱出したところ、そこは南海の未知の国であった。実は彼らが上陸したのは島ではなく巨大な赤えいの背であり、知らぬ間に遠くの海へ漂流していたという。
実在の魚であるアカエイは総排出腔の形が人間の女性器に似ているため、美女の喩えである傾城（城主を色香で迷わせて城を傾けるほどの美女）に因む「傾城魚」（けいせいぎょ）の別名があるが、この名称から後に、アカエイの中には背に京（城）を乗せているほど巨大なものがおり、そのアカエイは突然海中に沈んで背の城を傾けるといった話が生まれたとする説もある。また、アカエイと同じトビエイ目のエイであるオニイトマキエイも、大型の個体は全長5メートルから6メートル、全幅10メートル以上におよぶことが知られている。
なお、『絵本百物語』刊行の半世紀程前、天明5年（1785年）成稿の林子平『三国通覧図説』にも蝦夷国（北海道）の近海に棲息し「背ノ広キコト方六七十丈（およそ200メートル前後四方）」という「鱝魚」の記述があり、その訓には「アカヱイ」と振られてある。

## オキナ
前記『竹原春泉 絵本百物語 -桃山人夜話-』にはもう一つ、橘南谿による江戸後期の紀行文『東遊記後編』（寛政9年（1797年）刊）に記述されている巨大魚「オキナ」も類話として載せている。同書に記す「オキナ」は蝦夷の東海に棲息し、春に南の海に行き秋に戻って来るといい、その魚が現れる際には海底から雷鳴のような轟音が響くとともに大波が起こり、餌として20尋から30尋（およそ30から50メートル）もある鯨を、鯨が鰯を飲み込むかのように飲み込むために、食べられまいとする鯨は四方八方に逃げ出すという。その体長は全身を目にした者はいないものの2里から3里におよぶものと考えられ、稀に海上に浮かぶ姿を目にし得た時にはまるで大きな島々が連なっているかのようであるが、それとても背中乃至尾鰭が僅かに突き出ている姿に過ぎないという。もっとも、同書の記述は南谿の伝聞であって、それに先行する上記『三国通覧図説』中に季節の回遊の部分を除いて全く同様の記載があり、古川古松軒ふるかわ　こしょうけんも『東遊雑記とうゆうざっき』（天明8年（1788年）時の記録）中で「ヲキナ」と表記して『三国通覧図説』の記述を紹介しているが、大槻文彦はこの「お（を）きな」を「大き魚（な）」の謂であろうと解している。
なお、足利文庫本『東遊雑記』に寄せられた「統云」という註では、鯨を呑む程の大きさであるかは知らないものの松前（北海道）から「ヲキナ」の牙が産出され、それは象牙に似たもので三味線の撥等に用いると述べ、『三国通覧図説』の地理的記述の不正確さからその内容も信じるに足りないものと断ずる古松軒自身も、自身の目で確認できなかった事項に関しては不可知論的立場を採っていた為か、「松前にては（ヲキナを）知る人なし」としつつも「かぎりなき大海なれば鯨を呑む大魚もあるべきなり」とその存在の可能性を否定していない。
また、釧路アイヌの説話「鳥フリューが語った話」によれば、巨鳥フリューが、超巨大な赤エイの鼻の穴にもぐったりしている（フリカムイ § 釧路参照）。

## 赤えい（妖怪）にちなんだ作品
小説
- 京極夏彦『赤えいの魚』（後巷説百物語に収録）

アニメ
- 天保異聞 妖奇士　赤えいをモデルとした妖夷「祇影」が登場。